# Lekce tvůrčího psaní
Lekce tvůrčího psaní je novela českého spisovatele Michala Viewegha z roku 2005. Podle jeho vlastních slov pojednává „hlavně o tom, jak obtížné je v Čechách napsat - a koneckonců i prožít - cituplný příběh“.

## Obsah
V novele se proplétají dvě roviny.
V jedné vystupuje vcelku úspěšný český spisovatel Oskar, který je podruhé ženatý a se svou ženou Dominikou čekají dítě. Oskar vede na Literární akademii dvousemestrální kurz tvůrčího psaní. Kurz má šest studentů. Spisovatel často používá citáty klasických spisovatelů. Aby čtenáře i své studenty upoutali, vymýšlejí si, že jejich příběh je román, který si vezme na dovolenou v Chorvatsku paní Alena. Její manžel, majitel továrny na koberce Karel se do knihy také začítá, už od počátku má vůči autorovi a jeho knize předsudky.
Mezi studenty vyčnívá Kamil, neustále Oskarovi skáče do řeči, doplňuje ho, ale ukáže se, že literárního talentu příliš nepobral. Další studentka Jasmína se na kurz přihlásila jen proto, aby mohla poznat Oskara, není moc bystrá, brzy kurz ukončí a stává se redaktorkou bulvárního deníku. Oskara nejvíce zaujmou dvojčata Simona a Jakub a hlavně jejich životní příběh. Vyrůstali sami s náhradní matkou Lucií poté, co jejich matka spáchala sebevraždu. Lucie se na kurzu objeví také, trpí syndromem „prázdného hnízda“, neboť dvojčata se rozhodla osamostatnit a odstěhovat se. Oskar rozpoznává Jakubovu inteligenci, sečtělost a literární talent. Spolu dále rozvíjejí fiktivní příběh svých čtenářů Karla a Aleny.
Další účastnicí kurzu je těhotná přítelkyně Oskarova kamaráda, literárního kritika Lumíra, Anička.
Po večeru stráveném v bowlingové herně, který vymyslela studentka Eva, se Lucie s Oskarem přes věkový rozdíl sblíží.
Jasmína je jednoho dne vyfotí, jak se procházejí v parku s Lumírovým psem nedaleko porodnice. Přes Oskarovy prosby Jasmína článek i s fotografií vydá. Lumírova manželka tak pochopí souvislosti a Lumír se s ní rozvede, aby mohl zůstat s Aničkou. Lucii bulvární článek poškodí jak na pověsti, tak citově.